# Primo Di Nicola
Primo Di Nicola (Castellafiume, 18 ottobre 1952) è un giornalista e politico italiano, senatore della Repubblica Italiana nella XVIII legislatura.

## Biografia
Nato nel 1952 a Castellafiume, in provincia dell'Aquila, vive a Roma.
Laureato in filosofia all'Università degli Studi di Roma "La Sapienza", per trent'anni ha lavorato come giornalista per il settimanale L'Espresso, realizzando e collaborando a importanti inchieste di grande importanza su terrorismo, mafia, servizi segreti e politica, come quella che nel 1978 portò alle dimissioni di Giovanni Leone da Presidente della Repubblica (le accuse contro Leone risultarono poi non provate).
Dal 2014 ha lavorato alla versione del giornale on-line Il Fatto Quotidiano, curandone la sezione Palazzi&Potere.
Dal 2016 ha diretto per circa un anno il quotidiano locale abruzzese Il Centro. Durante quel periodo si è contraddistinto per l'iniziativa di pubblicare alcune pagine del quotidiano in latino in occasione del bimillenario della morte del poeta Ovidio, originario di Sulmona, iniziativa apprezzata anche dal Presidente della Repubblica Sergio Mattarella.
Ha diretto L'Unità per un giorno, il 23 maggio 2020, numero speciale con un inserto di quattro pagine dedicato a Giovanni Falcone, nel giorno dell'anniversario della sua morte.

### Elezione a senatore

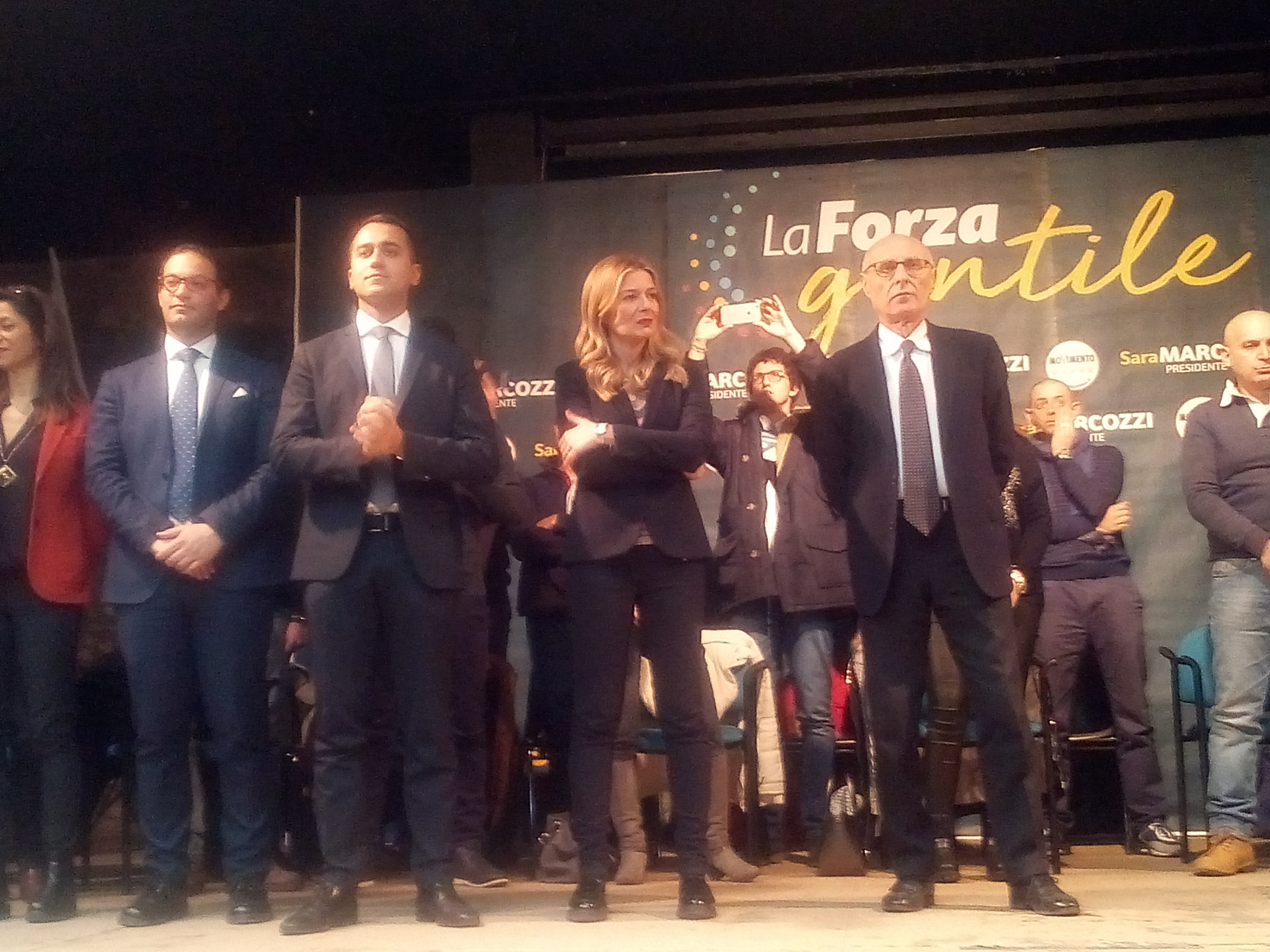
Primo Di Nicola con Luigi Di Maio e Sara Marcozzi ad Avezzano nel 2019

Alle elezioni politiche del 2018 viene candidato nel collegio uninominale di Pescara al Senato della Repubblica, sostenuto dal Movimento 5 Stelle, dove viene eletto senatore con il 40,99% dei voti contro le candidate del centro-destra, in quota Forza Italia, Antonella Di Nino (34,24%) e del centro-sinistra, in quota Civica Popolare-AP, Federica Chiavaroli (17,98%). Nella XVIII legislatura è componente della 6ª Commissione Finanze e Tesoro, della 3ª Commissione Affari esteri, emigrazione in sostituzione di Vito Crimi, vicepresidente della Commissione parlamentare per l'indirizzo generale e la vigilanza dei servizi radiotelevisivi, oltre che membro della commissione parlamentare d'inchiesta sulle condizioni di lavoro in Italia, sullo sfruttamento e sulla sicurezza luoghi pubblici e privati.
Dopo l'esito deludente per il Movimento 5 Stelle alle elezioni europee del 2019, annuncia sulla sua pagina Facebook che si dimetterà da vice-capogruppo dei 5 Stelle al Senato.
In vista della elezione del Presidente della Repubblica, è tra i primi a sostenere ad inizio gennaio 2022, assieme a Danilo Toninelli, Giuseppe Auddino, Vincenzo Presutto, Antonella Campagna e Simona Nocerino, la rielezione di Sergio Mattarella alla Presidenza della Repubblica.
Il 22 giugno 2022 abbandona il Movimento iscrivendosi a Insieme per il futuro, soggetto nato da una scissione guidata dal ministro Luigi Di Maio, diventandone il capogruppo al Senato. Alle elezioni politiche anticipate del 25 settembre viene candidato come capolista di Impegno Civico, lista di Tabacci e Di Maio, al Senato nel collegio plurinominale delle Marche, ma non viene rieletto.

## Opere
- Primo Di Nicola e Alessandra Mammi (a cura di), I cento musei della scienza e della tecnica, Roma, L'Espresso, 1984.
- Primo Di Nicola, Mario Segni, Milano, 1992.
- Primo Di Nicola e Franco Giustolisi (a cura di), Le carte del KGB, Roma, L'Espresso, 1999.
- Primo Di Nicola, Antonio Pitoni e Giorgio Velardi, Orgoglio e vitalizio, Roma, PaperFirst, 2017.
- Primo Di Nicola, Annacuccù, Roma, Castelvecchi, 2020.
- Primo Di Nicola, Antonio Pitoni e Ilaria Proietti, Parassiti: ladri e complici: così gli italiani evadono (da sempre) il fisco, Roma, PaperFirst, 2021.